# گمالرو
گمالرو (به ایتالیایی: Gamalero) یکی از شهرستانهای استان آلساندریا در منطقه ایتالیایی پیدمونت می‌باشد که در ۷۰ کیلومتری جنوب شرقی تورین و ۱۳ کیلومتری جنوب غربی آلساندریا واقع شده است.
گمالروبا این مناطق شهری مرز مشترک دارد: کاسینی، کاستلاتسو بورمیدا، کارنتینو، کاستلسبینا، سزادیو، مومباروتسو، و فراسکارو